# Sándwich de bondiola
El sándwich de bondiola o bondipan es un sándwich elaborado con gruesas lonchas de bondiola (aguja, cuello)de cerdo. Los sándwiches son comúnmente vendidos por vendedores de comida callejera ambulantes y restaurantes en Argentina. La carne consiste en lonchas de paleta de cerdo asada o curada y se suele servir sobre pan brioche crujiente. Se puede cubrir con una variedad de condimentos y vegetales.

## Historia
La carne consiste en lonchas de lomo de cerdo curado asado que se sirve sobre pan. El sándwich generalmente se sirve con jugo de limón y rivaliza con el choripán y la parrilla (carne fresca a la parrilla)  en popularidad.  El sándwich también se conoce comúnmente como «bondipan». El cerdo se suele asar a la parrilla y se considera comida callejera. Se considera un alimento tradicional: se sirven rebanadas gruesas de cerdo en un panecillo crujiente servido con aderezo de limón y ajo. El sándwich es común en muchos restaurantes de Buenos Aires.

## Descripción

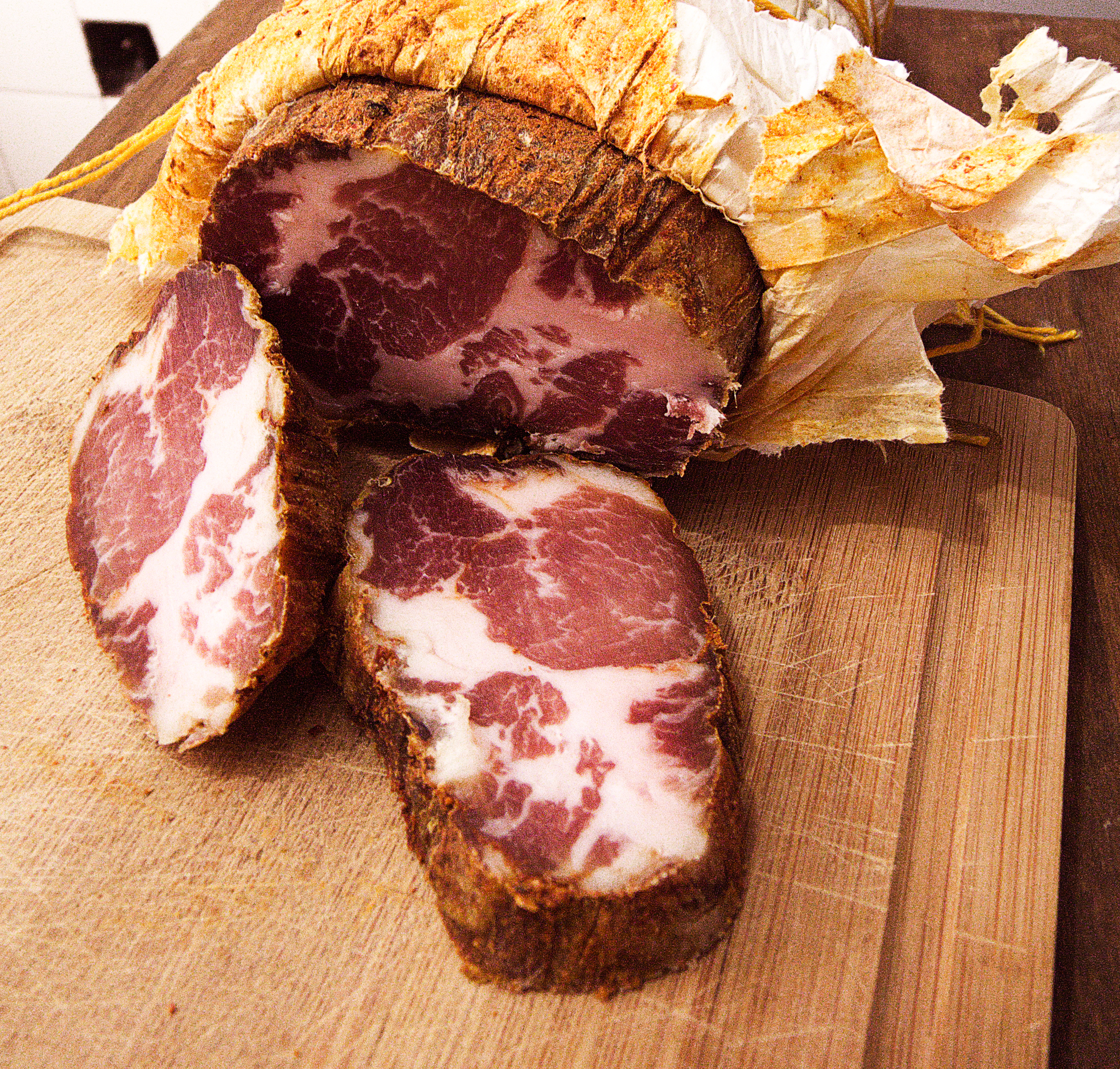
Carne curada de bondiola.

Ocasionalmente, la bondiola se cuece en cerveza, con queso cheddar, cebollas caramelizadas y se sirve en pan brioche. Se acompaña con repollo picado y mayonesa. A veces la bondiola se rellena con otros ingredientes como tocino y cebolla.
La carne grasa de la paleta de cerdo se prepara con un condimento que incluye nuez moscada, sal, pimentón y pimienta. Luego, la carne se envuelve y se ata durante 30 a 60 días. Durante el proceso, el agua se evapora de la carne y se produce la fermentación del ácido láctico. Las enzimas que se liberan le dan sabor. La bondiola también se puede hacer con patas traseras de cerdo y carne extraída de los músculos del cuello. El proceso de curado de la bondiola a menudo incluye curar la carne en una vejiga de cerdo y algunas formas implican agregar ternera (bondiola di Adria) o ahumar la carne (bondiola affumicata). Cuando se incluye tocino en el proceso de curado, se llama Bondiola di Treviso.